# Lunar Flashlight
Lunar flashlight är ett planerat CubeSat uppdrag för att utforska, lokalisera och uppskatta storlek och sammansättning av vattenisavlagringar på månen för framtida exploatering av robotar eller människor. 
Satelliten, i 6U CubeSat- formatet, utvecklades av ett team från Jet Propulsion Laboratory (JPL), University of California, Los Angeles (UCLA) och NASA Marshall Space Flight Center. Det valdes i början av 2015 av NASA:s Advanced Exploration Systems (AES) för sjösättning 2021 som en sekundär nyttolast för Artemis 1-uppdraget. 